# الالتزام المدني (إيطاليا)
الالتزام المدني  (بالإيطالية: Impegno Civico، IC) هو تحالف انتخابي إيطالي من الوسط يخوض الانتخابات العامة 2022، ويتألف من لويجي دي مايو ومعًا للمستقبل وبرونو تاباتشي وديمقراطية المركز.